# Првенство Индије у рагбију
Првенство Индије у рагбију или Свеиндијски и јужноазијски турнир у рагбију (енгл. All India & South Asia Rugby Tournament) је аматерско клупско рагби 15 такмичење у Индији.

## О такмичењу
Рагби није популаран у Индији. Тамо је крикет убедљиво први спорт. У Индији има око 100 рагби клубова и око 57 000 рагбиста.
Учесници:
- Арми ред
- Бомбај гимкана
- Делхи херикејнси
- Махараша стејт полис
- Џангл краус
- Калкута
- Бангалор
- Бубанешвар
- Јанг РК
- Колката полис
- Мумбаји маџисијанс
- Делхи лајонси

## Историја
Списак победника овог такмичења
- 2000. Бомбај гимкана
- 2001. Бомбај гимкана
- 2002. Бомбај гимкана
- 2003. Шри ланка полис
- 2004. Ченаји читаси
- 2005. Бритиш асоциејшон
- 2006. Ченаји читаси
- 2007. Арми ред
- 2008. Арми ред
- 2009. Арми ред
- 2010. Арми ред
- 2011. Арми ред
- 2012. Бомбај гимкана
- 2013. Арми ред-Бомбај
- 2014. Арми ред
- 2015. Арми ред
- 2016. Арми ред
- 2017. Делхи херикејнси